# Anthony Quinn
Anthony Quinn (Chihuahua, Meksiko, 21. travnja 1915. – Boston, 3. lipnja 2001.), američki glumac.
Odrastao je u siromašnom, istočnom dijelu Los Angelesa. U svojoj 50-godišnjoj filmskoj karijeri snimio je više od sto filmova, a Oscara je osvojio za sporednu ulogu u filmovima Viva Zapata! i Žudnja za životom. 
Većina publike sjeća ga se po ulozi grčkog seljaka Zorbe u filmu Grk Zorba iz 1964. za koju je bio nominiran za Oscara.

## Filmovi
- Crni labud (1942.)
- Viva Zapata! (1952.)
- Lawrence od Arabije (1962.)
- Grk Zorba (1964.)
- Gotti (1996.)